# Modelo de placas de Kirchhoff–Love

Deformação de uma placa fina, destacando o deslocamento, a superfície média (em vermelho) e a normal à superfície média (em azul)

O modelo de placas de Kirchhoff–Love é um modelo matemático bidimensional usado para determinar tensões e deformações em placas finas submetidas a forças e momentos. É uma extensão do modelo de viga de Euler-Bernoulli, e foi desenvolvido em 1888 por Augustus Edward Hough Love usando premissas de Gustav Kirchhoff, formuladas em 1850. O modelo assume que uma superfície plana média pode ser usada para representar uma placa tridimensional de forma bidimensional.
As seguintes hipóteses cinemáticas são consideradas neste modelo:
- linhas retas normais à superfície média permanecem retas após a deformação
- linhas retas normais à superfície média permanecem normais à superfície média após a deformação
- a espessura da placa permanece a mesma durante a deformação.

## Campo de deslocamentos presumido
Seja {\displaystyle \mathbf {x} } o vetor posição de um ponto da placa indeformada. Então
{\displaystyle \mathbf {x} =x_{1}{\boldsymbol {e}}_{1}+x_{2}{\boldsymbol {e}}_{2}+x_{3}{\boldsymbol {e}}_{3}\equiv x_{i}{\boldsymbol {e}}_{i}\,.}
Os vetores {\displaystyle {\boldsymbol {e}}_{i}} formam uma base cartesiana com origem na superfície média da placa, {\displaystyle x_{1}} e {\displaystyle x_{2}} são as coordenadas cartesianas da superfície média da placa indeformada, e {\displaystyle x_{3}} é a coordenada na direção da espessura.
Seja o deslocamento de um ponto da placa expresso por {\displaystyle \mathbf {u} (\mathbf {x} )}. Então
{\displaystyle \mathbf {u} =u_{1}{\boldsymbol {e}}_{1}+u_{2}{\boldsymbol {e}}_{2}+u_{3}{\boldsymbol {e}}_{3}\equiv u_{i}{\boldsymbol {e}}_{i}\,.}
Este deslocamento pode ser decomposto em uma soma vetorial do deslocamento da superfície média e um deslocamento {\displaystyle w^{0}} perpendicular ao plano na direção {\displaystyle x_{3}}. Podemos escrever o deslocamento no plano da superfície média como
{\displaystyle \mathbf {u} ^{0}=u_{1}^{0}{\boldsymbol {e}}_{1}+u_{2}^{0}{\boldsymbol {e}}_{2}\equiv u_{\alpha }^{0}{\boldsymbol {e}}_{\alpha }\,.}
Observe que o índice {\displaystyle \alpha } assume os valores 1 e 2 (mas não 3).
Assim, as hipóteses de Kirchhoff implicam que

{\displaystyle {\begin{aligned}u_{\alpha }(\mathbf {x} )&=u_{\alpha }^{0}(x_{1},x_{2})-x_{3}~{\frac {\partial w^{0}(x_{1},x_{2})}{\partial x_{\alpha }}}\equiv u_{\alpha }^{0}-x_{3}~w_{,\alpha }^{0}~;~~\alpha =1,2\\u_{3}(\mathbf {x} )&=w^{0}(x_{1},x_{2})\,.\end{aligned}}}

Se {\displaystyle \varphi _{\alpha }} são os ângulos de rotação da normal à superfície média, então no modelo de Kirchhoff-Love
{\displaystyle \varphi _{\alpha }=w_{,\alpha }^{0}\,.}
Note-se que podemos interpretar a expressão para {\displaystyle u_{\alpha }} como a expansão de primeira ordem da série de Taylor para o deslocamento em torno da superfície média.
|  |

## Placas de Kirchhoff-Love quasi-estáticas
A teoria original desenvolvida por Love é válida para deformações e rotações infinitesimais. A teoria foi ampliada por Theodore von Kármán para situações onde são admitidas rotações moderadas.

### Relações deformação-deslocamento
Para a situação onde as deformações são infinitesimais e as rotações das normais à superfície média são menores que 10 graus, as relações deformação-deslocamento são
{\displaystyle {\begin{aligned}\varepsilon _{\alpha \beta }&={\frac {1}{2}}\left({\frac {\partial u_{\alpha }}{\partial x_{\beta }}}+{\frac {\partial u_{\beta }}{\partial x_{\alpha }}}\right)\equiv {\frac {1}{2}}(u_{\alpha ,\beta }+u_{\beta ,\alpha })\\\varepsilon _{\alpha 3}&={\frac {1}{2}}\left({\frac {\partial u_{\alpha }}{\partial x_{3}}}+{\frac {\partial u_{3}}{\partial x_{\alpha }}}\right)\equiv {\frac {1}{2}}(u_{\alpha ,3}+u_{3,\alpha })\\\varepsilon _{33}&={\frac {\partial u_{3}}{\partial x_{3}}}\equiv u_{3,3}\end{aligned}}}
Usando as hipóteses cinemáticas obtemos

{\displaystyle {\begin{aligned}\varepsilon _{\alpha \beta }&={\tfrac {1}{2}}(u_{\alpha ,\beta }^{0}+u_{\beta ,\alpha }^{0})-x_{3}~w_{,\alpha \beta }^{0}\\\varepsilon _{\alpha 3}&=-w_{,\alpha }^{0}+w_{,\alpha }^{0}=0\\\varepsilon _{33}&=0\end{aligned}}}

Portanto, as únicas deformações não-nulas são nas direções do plano de referência.

### Equações de equilíbrio
As equações de equilíbrio da placa podem ser obtidas pelo Princípio dos Trabalhos Virtuais. Para uma placa fina submetida a uma carga transversal quasi-estática {\displaystyle q(x)} estas equações são
{\displaystyle {\begin{aligned}&{\cfrac {\partial N_{11}}{\partial x_{1}}}+{\cfrac {\partial N_{21}}{\partial x_{2}}}=0\\&{\cfrac {\partial N_{12}}{\partial x_{1}}}+{\cfrac {\partial N_{22}}{\partial x_{2}}}=0\\&{\cfrac {\partial ^{2}M_{11}}{\partial x_{1}^{2}}}+2{\cfrac {\partial ^{2}M_{12}}{\partial x_{1}\partial x_{2}}}+{\cfrac {\partial ^{2}M_{22}}{\partial x_{2}^{2}}}=q\end{aligned}}}
sendo a espessura da placa {\displaystyle 2h}. Em notação indicial,

{\displaystyle {\begin{aligned}N_{\alpha \beta ,\alpha }&=0\quad \quad N_{\alpha \beta }:=\int _{-h}^{h}\sigma _{\alpha \beta }~dx_{3}\\M_{\alpha \beta ,\alpha \beta }-q&=0\quad \quad M_{\alpha \beta }:=\int _{-h}^{h}x_{3}~\sigma _{\alpha \beta }~dx_{3}\end{aligned}}}

onde {\displaystyle \sigma _{\alpha \beta }} são as tensões.
|  |  |

| Dedução das equações de equilíbrio para pequenas rotações |
| --- |
| Para a situação em que as deformações e rotações da placa são pequenas a energia virtual interna é dada por {\displaystyle {\begin{aligned}\delta U&=\int _{\Omega ^{0}}\int _{-h}^{h}{\boldsymbol {\sigma }}:\delta {\boldsymbol {\epsilon }}~dx_{3}~d\Omega =\int _{\Omega ^{0}}\int _{-h}^{h}\sigma _{\alpha \beta }~\delta \varepsilon _{\alpha \beta }~dx_{3}~d\Omega \\&=\int _{\Omega ^{0}}\int _{-h}^{h}\left[{\frac {1}{2}}~\sigma _{\alpha \beta }~(\delta u_{\alpha ,\beta }^{0}+\delta u_{\beta ,\alpha }^{0})-x_{3}~\sigma _{\alpha \beta }~\delta w_{,\alpha \beta }^{0}\right]~dx_{3}~d\Omega \\&=\int _{\Omega ^{0}}\left[{\frac {1}{2}}~N_{\alpha \beta }~(\delta u_{\alpha ,\beta }^{0}+\delta u_{\beta ,\alpha }^{0})-M_{\alpha \beta }~\delta w_{,\alpha \beta }^{0}\right]~d\Omega \end{aligned}}} sendo a espessura da placa {\displaystyle 2h} e as tensões resultantes {\displaystyle N_{\alpha \beta }} e os momentos resultantes {\displaystyle M_{\alpha \beta }} definidos por {\displaystyle N_{\alpha \beta }:=\int _{-h}^{h}\sigma _{\alpha \beta }~dx_{3}~;~~M_{\alpha \beta }:=\int _{-h}^{h}x_{3}~\sigma _{\alpha \beta }~dx_{3}\,.} Mediante integração por partes resulta {\displaystyle {\begin{aligned}\delta U&=\int _{\Omega ^{0}}\left[-{\frac {1}{2}}~(N_{\alpha \beta ,\beta }~\delta u_{\alpha }^{0}+N_{\alpha \beta ,\alpha }~\delta u_{\beta }^{0})+M_{\alpha \beta ,\beta }~\delta w_{,\alpha }^{0}\right]~d\Omega \\&+\int _{\Gamma ^{0}}\left[{\frac {1}{2}}~(n_{\beta }~N_{\alpha \beta }~\delta u_{\alpha }^{0}+n_{\alpha }~N_{\alpha \beta }~\delta u_{\beta }^{0})-n_{\beta }~M_{\alpha \beta }~\delta w_{,\alpha }^{0}\right]~d\Gamma \,.\end{aligned}}} A simetria do tensor tensão implica que {\displaystyle N_{\alpha \beta }=N_{\beta \alpha }}. Portanto, {\displaystyle \delta U=\int _{\Omega ^{0}}\left[-N_{\alpha \beta ,\alpha }~\delta u_{\beta }^{0}+M_{\alpha \beta ,\beta }~\delta w_{,\alpha }^{0}\right]~d\Omega +\int _{\Gamma ^{0}}\left[n_{\alpha }~N_{\alpha \beta }~\delta u_{\beta }^{0}-n_{\beta }~M_{\alpha \beta }~\delta w_{,\alpha }^{0}\right]~d\Gamma \,.} Outra integração por partes fornece {\displaystyle \delta U=\int _{\Omega ^{0}}\left[-N_{\alpha \beta ,\alpha }~\delta u_{\beta }^{0}-M_{\alpha \beta ,\beta \alpha }~\delta w^{0}\right]~d\Omega +\int _{\Gamma ^{0}}\left[n_{\alpha }~N_{\alpha \beta }~\delta u_{\beta }^{0}+n_{\alpha }~M_{\alpha \beta ,\beta }~\delta w^{0}-n_{\beta }~M_{\alpha \beta }~\delta w_{,\alpha }^{0}\right]~d\Gamma \,.} Para o caso em que não há força externa prescrita, o princípio dos trabalhos virtuais implica que {\displaystyle \delta U=0}. As equações de equilíbrio da placa são portanto dadas por {\displaystyle {\begin{aligned}N_{\alpha \beta ,\alpha }&=0\\M_{\alpha \beta ,\alpha \beta }&=0\,.\end{aligned}}} Se a placa é solicitada por uma carga externa distribuída {\displaystyle q(x)} normal à superfície média e com sentido positivo {\displaystyle x_{3}}, o trabalho virtual externo devido ao carregamento é {\displaystyle \delta V_{\mathrm {ext} }=\int _{\Omega ^{0}}q~\delta w^{0}~d\Omega \,.} O Princípio dos Trabalhos Virtuais conduz então às equações de equilíbrio {\displaystyle {\begin{aligned}N_{\alpha \beta ,\alpha }&=0\\M_{\alpha \beta ,\alpha \beta }-q&=0\,.\end{aligned}}} |

### Condições de contorno
The boundary conditions that are needed to solve the equilibrium equations of plate theory can be obtained from the boundary terms in the principle of virtual work.  In the absence of external forces on the boundary, the boundary conditions are
{\displaystyle {\begin{aligned}N_{\alpha \beta }\,n_{\alpha }&\quad \mathrm {ou} \quad u_{\beta }^{0}\\M_{\alpha \beta ,\beta }\,n_{\alpha }&\quad \mathrm {ou} \quad w^{0}\\M_{\alpha \beta }\,n_{\beta }&\quad \mathrm {ou} \quad w_{,\alpha }^{0}\,.\end{aligned}}}
Note that the quantity {\displaystyle n_{\alpha }~M_{\alpha \beta ,\beta }} is an effective shear force.